# Шмит, Иоганн Баптист Антон
Иоганн Баптист Антон Шмит (нем. Johann Baptist Anton Schmitt; 24 июля 1775, Мергентхайм — 9 декабря 1841, Вена) — немецкий и австрийский учёный-лесовод.
Родился в семье охотника и лесника, поэтому с детства получил знания в области лесного и охотничьего хозяйства. Начальное образование получил в Мергентхайме, в 1795 году получил от эрцгерцога стипендию, позволившую ему два года изучал лесное дело в Хангене. Вернувшись домой, до 1807 года он служил помощником отца. После расформирования родного ему лесничества в течение года жил в большой бедности, но затем благодаря помощи эрцгерцога Фердинанда смог заняться преподавательской деятельности в области лесного хозяйства в Пукерсдорфе. С 15 июля 1813 года по лето 1837 года состоял профессором лесных наук в созданном в 1813 году из лесной школы Мариабрунском императорском лесном институте. Последние годы жизни провёл в уединении в Вене.
Основные работы: «Die Lehre der künstlichen Holzzucht durch die Pflanzung» (1800; 2-е изд., 1808); «Grundsätze zum Entwurf einer zweckmässigen Schlagordnung» (1812); «Theoretisch-praktische Anleitung zur Forstgehaubestimmung oder Taxation und Regulirung der Waldungen, zum Selbstunterricht» (1818—19); «Anleitung zur Erziehung der Waldungen» (1821). В своих трудах Шмит выступал последователем школы Гартига.